# Levan Kharabadze
Levan Kharabadze (en georgiano: ლევან ხარაბაძე; Kutaisi, 26 de enero de 2000) es un futbolista georgiano que juega en la posición de lateral izquierdo para el F. C. Torpedo Kutaisi de la Erovnuli Liga.

## Selección nacional
Tras jugar con la selección de fútbol sub-17 de Georgia y con la sub-19, finalmente debutó con la selección absoluta el 26 de marzo de 2019. Lo hizo en un partido de clasificación para la Eurocopa 2020 contra Irlanda que finalizó con un resultado de 1-0 a favor del combinado irlandés tras el gol de Conor Hourihane.

## Clubes
| Club                  | País    | Año       | Partidos | Goles |
| --------------------- | ------- | --------- | -------- | ----- |
| F. C. Dinamo Tbilisi  | Georgia | 2018-2019 | 34       | 4     |
| F. C. Zürich (cedido) | Suiza   | 2019-2020 | 29       | 1     |
| F. C. Dinamo Tbilisi  | Georgia | 2020-2022 | 51       | 3     |
| Pafos F. C.           | Chipre  | 2022-2023 | 4        | 0     |
| F. C. Dinamo Batumi   | Georgia | 2023-2024 | 48       | 3     |
| F. C. Torpedo Kutaisi | Georgia | 2025-     |          |       |

## Palmarés

### Títulos nacionales
| Título        | Club                | País    | Año  |
| ------------- | ------------------- | ------- | ---- |
| Erovnuli Liga | F. C. Dinamo Batumi | Georgia | 2023 |